# ラルフ・タウンゼント
ラルフ・タウンゼント（Ralph Townsend、1900年11月27日‐1976年1月25日）は、アメリカ合衆国の外交官・作家。中国・中国人の本質を良く知っていた数少ない欧米人の一人だった。1931年から1933年までカナダと中国に副領事として外交に従事した。帰国後まもなく、中国文化を厳しく批判した著書『暗黒大陸中国の真実』（Ways That Are Dark: The Truth About China）で一躍脚光を浴び、物議を醸したベストセラーとなった。タウンゼントは不干渉主義の著名な提唱者となり、1930年代から1940年代にかけては、ルーズベルト政権の外交政策に親日・親中立の立場から声高に反対したことで知られている。
アメリカが第二次世界大戦に参戦した後、タウンゼントは外国代理人登録法に基づく登録をせずに日本のエージェントとして行動したとして逮捕された。タウンゼントは罪を認め、日本政府が資金提供したプロパガンダ組織から資料の販売により戦前に金銭を受けていたことは認めたが、日本のエージェントであることは否定した。実刑判決を受け、服役中に扇動容疑大裁判に参加した。戦後、タウンゼントはバージニア州フェアファックスに移り住み、1976年1月25日に死去した。タウンゼントの著作は、現在も影響を与え続けている。

## 早期（1900年－1933年）
ラルフ・タウンゼントは1900年11月27日、ノースカロライナ州レイナムで「ロベソン郡で最も古く、著名な一族の一人」として生まれた。リチャード・ウォルター・タウンゼント（1859-1937年）とマーラ・オーロラ・マクダフィー・タウンゼント（1866-1906年）の息子である。彼にはダラス・タウンゼント・シニアを含む4人の兄弟姉妹がいる。マサチューセッツ州のマウント・ハーモン・プレパラトリー・スクールを卒業後、ニューヨークのコロンビア大学に通い、1924年にコロンビア大学大学院でジャーナリズムの学位を取得した。サンフランシスコで数年間ジャーナリストとして働いた後、ニューヨークに戻り1927年から1930年までコロンビア大学で英語を教えた。1930年11月11日に外務員試験に合格し、1930年12月20日には副領事としてカナダのモントリオールに赴任した。
彼の二度目の赴任先は上海で、正式には1931年12月10日から1932年1月9日まで副領事を務めたが、第一次上海事変を直接目撃するために2ヶ月間の臨時派遣で上海に滞在した。その後、1933年3月1日に辞任するまで福州に駐在していた。

## アジアの紛争に関する著述（1933－1937年）
1933年11月10日に発売された『暗黒大陸中国の真実』は、タウンゼントの中国での経験をもとに記述され、国内外から注目を集めることになった。「キャサリン・マヨがマザーインディアでしたことを、中国に対して行った」と称されたタウンゼントの本には、中国社会と文化に対する物議を醸す批判が含まれていた。中国が内紛に陥っていた時期に、タウンゼントは、中国の問題の根源は、強欲、肉体的臆病さ、批判的思考能力の欠如などとともに、何よりも不誠実な傾向、家族以外への忠誠心の欠如、相互に効果的に協力することができないことを含む、中国の人々の倫理観の根本的な欠陥にあると考えていた。彼は、中国人の「目立つ特徴」は「他の人々と満足に取引できず、中国人が中国人自身と満足に取引できない」と結論づけ、国内の混沌とした状況は終わらないと予測している。また、日本の良識的な対中政策と米国の「感傷主義」的な政策とを好対照に論じている。
『暗黒大陸中国の真実』はベストセラーとなり、批評家と支持者の両方から激しい反応を集めた。カレントヒストリー誌に書いたE.フランシス・ブラウンは、この本を「近年書かれている多くのことに対する歓迎すべき解毒剤であり、その結論のいくつかは、アメリカの極東政策を形成する人々によって熟考されるかもしれない」と賞賛したが、対照的に、著名な中国研究家で蔣介石の私的顧問であったオーウェン・ラティモアは、洞察力に欠け、また聞きの報告に依存し、この作品を「全ての人種の全般的な非難」として非難し、「すでに確信している人々を納得させるだけ」だろうと述べた。この本自体が政治的騒動に巻き込まれ、中国政府によって禁止されたが、日本政府には無料で配布された。
タウンゼントの出身地の新聞であるロベソニアン紙は1934年2月、「彼の中国に関する講演や論述は、最近の極東問題に関する講演者や作家の中では、誰よりも称賛と罵声を浴びていた」と報じている。タウンゼントは1934年にニューヨークからサンフランシスコに戻り、スタンフォード大学での講義やサンホアキン・ライト・アンド・パワー・コーポレーションの広告宣伝のほか、アジア問題に関する執筆や講演を続けた。1941年まではサンフランシスコ近郊のカリフォルニア州のいくつかの都市に住んでいた。
1936年、タウンゼントは2冊目の著書『アジア・アンサーズ』（Asia Answers）を出版したが、その中で彼は、日本の政治的、経済的、文化的モデルとしての繁栄と、アジアにおける日本の成長と有益な影響力を賞賛している。彼は、米国における反日感情を親共産主義者の「リベラル」、特にアジアの資本主義国家としての地位があるために日本を見下す、扇情主義者の新聞編集者やジャーナリストに起因するとしている。彼は、リベラル派がすでにアメリカ経済を破壊したことを非難し、アメリカが共産主義者に乗っ取られる可能性を警告し、アメリカが反日的な戦争挑発に対抗して、アジアに対して中立的な外交政策をとることを提唱している。
タウンゼントは、メディアの親ソビエト的な偏見が原因で、『アジア・アンサーズ』はレビュアーから冷たい反応を受けるかもしれないと予測していたが、実際には、『ザ・チャイナ・ウィークリー・レビュー』、『ザ・タイムズ・リテラリー・サプリメント』、『ザ・タイムズ・オブ・インディア』、『ザ・リビング・エイジ』などで否定的な報道を受けており、そのうちの最後のものは、『アジア・アンサーズ』を「東京の外務省のプレスリリースに似ていると疑われる」作品であり、「ファシストを自認する人以外にはアピールできない」としている。この本を中傷する者の中には、親中派のパール・S・バックもいて、この本を「著者の偏見と個性に満ちていて、著者の全計画を含まずに批判することは不可能だ」と評した。その一方で、日本と満州国では、この本はより肯定的に受け入れられ、満州青年同盟の指導者である小山貞知は、「タウンゼントの中国理解は非の打ちどころがない」と述べ、この本を強力に宣伝した。1937年、タウンゼントはこの本の日本語訳の発売に合わせて日本を訪れた。

## 不干渉主義の提唱（1937－1941年）

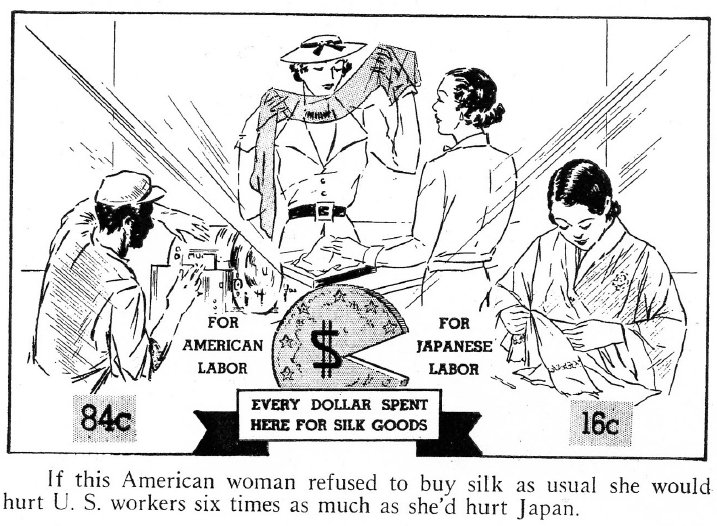
タウンゼントは、日本との対決に反対して経済的主張をよく使っていた。この絵は、パンフレット『中途半端な中立はない』からのもので、日本からの生糸をボイコットすることは、主に米国の衣料品メーカーに害を与えると主張している。

自称「保守派」だったタウンゼントは帰国後、アジアや欧州の紛争に米国を巻き込まないために、記事の執筆や講演、ラジオ放送などで精力的に活動していた。タウンゼント氏は中立擁護運動に参加した理由について、海外の副領事を務めていた時に「国際政治の腐敗を知り、この国の平和のために自分の役割を果たしたいと思うようになった」と述べている。
出版社はもはや反干渉主義者の本を受け入れないだろうと主張し、タウンゼントはパンフレットの自費出版を始めた。1938年から1940年にかけて彼が書いた一連のパンフレットは反干渉主義者の間で非常に人気があって広く流通した。そのうちの2冊、『憎しみの高い代償とアメリカにはアジアに敵はいない』（The High Cost of Hate and America Has No Enemies In Asia）は少なくとも6万部が回り、もう1冊の『中途半端な中立はない』（There Is No Halfway Neutrality）は3万部印刷されていた。このシリーズの最後のパンフレット『外国のトラブルを探し求めて』（Seeking Foreign Trouble）は、ワシントンDCのドイツ大使館の注目を集めて購入され、500部以上が配布された。
タウンゼントはパンフレットの中で、日本製品のボイコットに反対し、アメリカが日本との貿易額が中国よりもかなり多いことを指摘し、日本やナチス・ドイツとの平和的な貿易がアメリカの労働者や消費者の利益になると主張している。タウンゼント氏は、第二次日中戦争を引き起こした中国国内の「赤い要素」を非難しているが、日本の軍隊の中国での「人道的」な振る舞いを賞賛し、アメリカを日本との戦争に追い込もうと陰謀を企てているのは、ソ連と「強力な少数派」の親共産主義者であるアメリカ人だけだと主張している。タウンゼントは、もし中国が日本との戦争に勝てば、結果として共産主義者による中国の乗っ取りが起こるだろうと予測しているが、日本がアメリカを攻撃するかもしれないという考えを、「議論するにはあまりにも愚かなことだ」として却下している。ヨーロッパについても同様に、ドイツの行動は「ドイツ人をまとめて抹殺しようとする」イギリスとフランスの試みに対する防衛的反応であると彼は主張している。
タウンゼントは、1940 年の結成後、アメリカ第一主義委員会の積極的なメンバーとなり、少なくとも 2 回はその会合に招かれて講演している。しかしタウンゼントは、1941年2月8日に上院外交関係委員会でレンドリース法に反対するために私人として登場している。広く知られるようになった証言の中で、タウンゼントは、この法案は「独裁的な権限を大統領に割り当て」「アメリカを客観的に見て、我々を苦しめようとしていない国に対して、紛れもない侵略者にする」「戦争法案」に等しいものであると非難した。

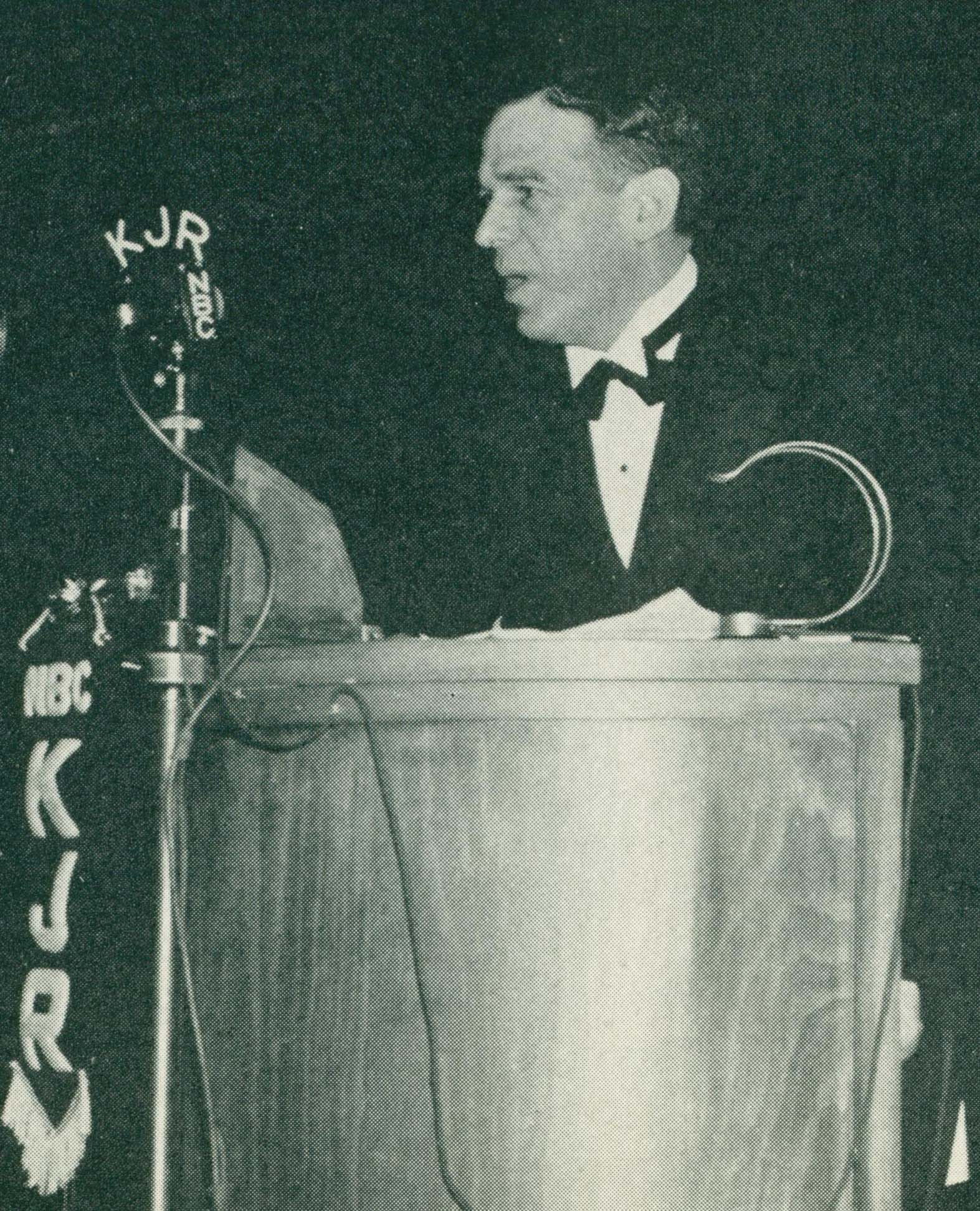
タウンゼントは、1941年3月にシアトルで開催された全国放送のタウンホール・ミーティングで、アジアへの介入主義に反論する。

タウンゼントはドイツと日本を擁護したことから、反対派から「工作員」や「プロパガンダ主義者」のレッテルを貼られることになったが、タウンゼントはこれを否定している。タウンゼントの活動がきっかけで、ウィスコンシン州レイク・ジェニーバに拠点を置く反干渉主義雑誌『スクリブナーズ・コメンテーター』の編集者ジョージ・ティプル・エグルストンの目に留まり、1941年6月、タウンゼントはレイク・ジェニーバへの移住の申し出を受け入れ、同誌の寄稿者として活動することになった。その後まもなく、タウンゼントは『ザ・ヘラルド』の編集長補佐に就任した。

## 逮捕・投獄（1941－1944年）
タウンゼントが初めて法に触れることになったのは1941年11月25日で、ドイツが資金提供したアメリカ国内のプロパガンダを捜査する連邦検察官が、大陪審の前に『スクリブナーズ・コメンテーター』に関する質問に答えるよう彼を求めた時のことだ。レイク・ジェニーバの自宅で見つからなかったため、全国的な捜査が開始されたが、3週間後にタウンゼントは自ら名乗り出て、アメリカ南部で休暇を取っていただけで 政府に指名手配されていることを 知らなかったと主張した。12月15日、彼は『スクリブナーズ・コメンテーター』がどのようにして資金調達していたのかは知らないが、雑誌の所有者は「善良なアメリカ人」であると認識しており、強い信頼を寄せていたと述べた。彼は、紛争の発生を防ぐために働いてきたが、今ではアメリカの戦争努力を全面的に支持すると付け加えた。後日、ナチス・ドイツの工作員が密かにこの雑誌の資金を提供していたことが明らかになった。
1942年1月28日、FBI捜査官がタウンゼントの自宅に到着し、1938年外国人代理人登録法に基づく登録をせずに日本のエージェントとして活動していたとして逮捕された。1941年11月から始まった日本のプロパガンダに関する連邦政府の調査で、タウンゼントが1937年から1940年まで存在していた日本のプロパガンダ組織「日本貿易情報委員会」から支払いを受けていたことを発見した。タウンゼントは、日本から雇われた工作員であることを否定し、政治的迫害の犠牲者であると主張していたが、その委員会から金銭を受け取っていたことは認めており、パンフレットの大量販売と引き換えの支払いに過ぎないと述べている。それでもタウンゼントは3月27日に有罪を認めることを選び、自分の行為が違法であることを認識していなかったことを理由に、刑期を軽くするように主張した。タウンゼントはまた、反干渉主義の政治家たちにも支持を求め、元上院議員のラッシュ・D・ホルトと長年の友人であるジェラルド・ナイ上院議員の両名から、タウンゼントを「忠実で愛国心の強いアメリカ市民」と評した好人物として紹介してもらった。しかし、裁判長のT.アラン・ゴールドズボローは動じず、彼の罪を「ひどく不快で、腹立たしく不気味なもの」と判断し、タウンゼントは6月12日に8ヶ月から24ヶ月の実刑判決を受け、ワシントンDCに収監された。

### 扇動容疑大裁判の被告
タウンゼントは、服役中に後に「扇動容疑大裁判」（Great Sedition Trial）として知られることになる裁判の被告人となった。この裁判は、検事総長フランシス・ビドルの助言に反して、ナチス・ドイツを擁護するために最も声高に発言した者を、反逆罪で裁くべきだとルーズベルトが確信したことに起因している。1942年7月23日、タウンゼントと他の27人のアメリカ人は、スミス法とスパイ活動法に基づき、アメリカ軍のメンバーの士気を低下させることを目的とした扇動的な文書を出版するドイツの陰謀に参加した罪で起訴された。起訴状は、タウンゼントがアメリカの参戦前の1941年に書いた次のような声明を、扇動をした証拠として引用している。
地球上の5分の1の人々が力ずくで支配下に置かれている中で、「イギリス人」は、対象となる人々を解放するために戦っていることを叫んでいる。今、これまでに知られている中で最も血なまぐさい独裁政権－ソビエト・ロシア－の勝利のために戦っている彼らは、独裁政権に対するアメリカ人の偽善的な恐怖を聞くためにマイクを向けている。
タウンゼントは8月20日に起訴されたが、起訴の法的根拠とともに、彼の著作が反体制的なものであるか、強く疑問が呈された。タウンゼントは他の被告人たちと同様に、戦争への介入に反対する発言をしたからといって、被告人たちに扇動罪はないと述べたジェラルド・ナイをはじめとする反干渉主義者の議員たちから強く擁護されていた。被告がナチス・ドイツやお互いに共謀していたことを示す明確な証拠がまだ発見されていなかったため、実際、米国政府内でも当初から訴訟の有効性とその合憲性について多くの懸念があった。
これらの問題が原因で、正式な裁判の開始には何度も遅れが生じ、最初の起訴状の期限が切れた後、1943年1月4日に2回目の起訴状が出されなければならなくなった。さらに遅れが生じ、1944年1月3日に3回目の起訴状が出されたときには、タウンゼントの名前はリストから削除されていた。フランシス・ビドルは当初、タウンゼントは今後も起訴されるだろうと言っていたが、結局、それ以上の措置は取られなかった。それまでにタウンゼントは訴訟費用で破産し、彼の友人のほとんどに見捨てられていた。ビドル自身は、後に扇動訴訟を "つまらない茶番劇 "と呼んだ。
ワシントン・ポスト紙のコラムでドリュー・ピアソンは、タウンゼントが戦前、反英のパンフレットを配布する見返りに、ドイツの工作員と関係のある人物から金を受け取っていたと報じている。これらすべてにもかかわらず、タウンゼントはまだ、「私は決して誰かの外国のエージェントではなかった。私が出版したものはすべて独立して書かれたものであり、100パーセントアメリカ人のものである。」と主張し、そのスタンスは、彼のその後の人生でも維持された。

## 戦後（1945－1976年）
1950年代初頭、タウンゼントはバージニア州フェアファックスに移住し、死亡時には「有名な住人」とみなされていた。フェアファックス商工会議所の組織化を支援し、そこで専務理事を務め、その立場でCIAの本部をバージニア州に置くためのロビー活動で主導的役割を果たした。また、保護活動にも力を入れていた。1967年には、「ディフェンダーズ・オブ・ワイルドライフ」のメンバーとして下院内務委員会に登場し、1972年から1976年までは同組織の理事を務め、「健全な財務管理へのこだわり」で知られていた。
タウンゼントは戦後もハリー・エルマー・バーンズやウィリス・カートなど極右の人物と交友関係を保ち、一時はカートの反ユダヤ主義雑誌『アメリカン・マーキュリー』の編集者兼寄稿者として活躍したが、この雑誌ではタウンゼントを「FDRの戦争計画と戦うという間違いをした元外務官」と紹介していた。タウンゼントは1976年1月25日、フェアファックスで75歳で亡くなった。

## 遺産と評価
歴史家たちは、タウンゼントが第二次世界大戦前に親日的な見解を表明していたことに注目している。例えば、ジャスタス・ドエネケはタウンゼントを「アメリカで日本の政策を擁護する声の中で最も頑固で極端なもの」と評している。ジュディス・パパクリストゥは、「反帝国主義者の中で、孤立主義者のラルフ・タウンゼントほど極端な者はいなかった」と述べているが、タウンゼント自身は生前、「孤立主義者」というレッテルを拒否し、代わりに「現実主義者」「平和主義者」と名乗っていた。
タウンゼントは今でもアメリカの極右の多くのメンバーから尊敬されており、最近では日本でも尊敬されている。彼の死後、未亡人ジャネットは彼の書類をオクラホマの大富豪で、右翼市民軍やキリスト教アイデンティティー集団の支持者でもあるラリー・ハンフリーズに引き渡した。彼はタウンゼントを「FDRが日本を煽ってアメリカを攻撃させようとしたことを知っていて、FDRが彼を投獄させた」人物として言及している。ハンフリーズはタウンゼントの書類をいわゆる「ヘリテージ・ライブラリー」に保管したが、現在ではその多くがタウンゼントの旧友ウィリス・カートが率いる反ユダヤ主義団体バーンズ・レビューにより保管されている。1997年、バーンズ・レビューは第二次世界大戦後初めて『暗黒大陸中国の真実』を再出版したが、その際にカートが新たな序文を書き、タウンゼントを「深遠で、純粋に勇気があり、過度に正直な作家」と称賛した。2004年には、バーンズ・レビュー版『暗黒大陸中国の真実』の邦訳版が日本で発売され、大ヒットとなり、タウンゼントは瞬く間に日本の極右の間で「英雄」の地位まで上げた。
彼の著述の質については、最近の学者の間で意見が分かれている。『オーバーランド・マンスリー・アンド・アウト・ウエスト・マガジン』の中国に関する記事を分析したリミン・チューは、彼の主張の一部を「信じられないほど騙されやすいか、意図的に悪質なもの」とみなし、歴史家のユスタス・ドエネッケは彼のパンフレットを「粗雑に書かれている」と評している。対照的に、武蔵野大学のピーター・オコーノ教授は、同じパンフレットを「よく論じられていて、研究されている」と評価した。

## 出版
- 原題『"Ways that are dark:The truth about China"』Ralph Townsend, G.P. Putnam, 1933
  - 『暗黒大陸中国の真実』（田中秀雄・先田賢紀智共訳、芙蓉書房出版、2004年7月、新版2007年、2020年）ISBN 978-4829504079
- 『Asia Answers』Ralph Townsend, New York: Putnam, 1936. OCLC 3561777
- 原題『"America has no enemies in Asia! : Popular rumors from Asia are very alarming, analyzed and compared facts are not"』Ralph Townsend, 1938
  - 『アメリカはアジアに介入するな!』（田中秀雄・先田賢紀智共訳、芙蓉書房出版、2005年7月）ISBN 978-4829503614
    - 増補改題『続 暗黒大陸中国の真実　ルーズベルト政策批判 1937-1969』（芙蓉書房出版、2020年11月）ISBN 978-4829508022

### パンフレット
- Does Japan Slam the Door against American Trade in Areas of Japanese Influence in Asia? San Francisco: 日本商工会議所, 1938. OCLC 2812462
- There Is No Halfway Neutrality. San Francisco: self-published, 1938年. OCLC 12360876
- America Has No Enemies In Asia. San Francisco: self-published, 1938年. OCLC 1541811
- The High Cost of Hate. San Francisco: 自費出版, 1939年. OCLC 58937759
- Seeking Foreign Trouble. San Francisco: 自費出版, 1940年. OCLC 11256314
- An Appeal to Patriotic Americans. Washington DC: 自費出版, 1943年. OCLC 750182191

### 記事
- "China Submits to Chaos," Current History, 1933年6月.
- "Our Slump in Foreign Pets," The North American Review, 1933年8月.
- "Mission Schools Curbed in China," New York Times, 1933年11月12日.
- "America Watches Sino-Japanese Relations," Contemporary Japan（英語版）, 1934年6月.
- "Let's Stop Baiting Japan," Overland Monthly and Out West Magazine, 1934年12月.
- "Meeting Japan's Challenge," Overland Monthly and Out West Magazine, 1935年6月.
- "Easing the Pacific Tension," Overland Monthly and Out West Magazine, 1935年6月.
- "La Chine, terre de l'opium," Revue Belge, 1936年1月15日.
- "日本なくばアジアは「赤」," 朝日新聞, 1937年12月16日.
- "Soviet Propaganda in America," The Far Eastern Review, 1938年8月.
- "Pidgin English 'Can Do'," New York Times, 1939年1月23日.
- "Japan: Our Commercial Prize," Scribner's Commentator, 1940年11月.
- "Mercy – Strictly Political," Scribner's Commentator, 1941年3月.
- "Must We Fight Japan?," Scribner's Commentator, 1941年6月.
- "Publicity Reversal Technique," Scribner's Commentator, 1941年12月.
- "Sedition ... Then and Now," The American Mercury, 1968年夏.
- "The Context of Pearl Harbor," The American Mercury, 1969年冬.
- "Saving the Great Dismal Swamp," Defenders of Wildlife News, 1973年3月.